# Blodröd måne
Blodröd måne, original Blood on the Moon, är en thriller från 1984 av författaren James Ellroy. Romanen utgavs i Sverige 2000 på Bra Böcker i översättning av Thomas Preis och är den första i trilogin om Lloyd Hopkins.

## Handling
Romanen innehåller delvis en presentation av huvudpersonen Lloyd Hopkins och dennes bakgrund. Hopkins är en våldsam sexmissbrukare som dock är mycket intelligent och charmerande när han så vill. I denna roman inser Hopkins att ett kvinnomord bara är det senaste i en serie som pågått i kanske 15 eller 20 år. Samtidigt har han problem med sitt äktenskap eftersom han är konstant otrogen mot sin fru. Han har även en stark fiende i den djupt religiöse polischefen Fred Gaffaney.